# Martin Ajdari
Martin Ajdari, né le 11 décembre 1968 dans le 20e arrondissement de Paris, est un haut fonctionnaire français d'institutions culturelles et dirigeant dans l'audiovisuel public.

## Biographie

### Jeunesse et études
Martin Ajdari est le fils de Martine Buron, ancienne députée PS au Parlement européen et de  Ahmad Ajdari, diplomate iranien, et le petit-fils de l'ancien ministre des Finances Robert Buron.
Martin Ajdari est diplômé de l'ESCP Business School et de l'Institut d'études politiques de Paris en 1991. Il intègre ensuite l'École nationale d'administration au sein de la promotion René Char (1993-1995).

### Parcours professionnel

#### Débuts dans la haute fonction publique
En 1995, à sa sortie de l'ENA, Martin Ajdari est affecté à la direction du Budget, au ministère de l'Économie et des Finances. Adjoint au chef du bureau « affaires européennes, budget communautaire » à la direction du Budget, au secrétariat d'Etat au Budget (1995-1999), il devient en 1999 directeur administratif et financier de RFI (Radio France Internationale).
De 2000 à 2002, il est membre du cabinet de Laurent Fabius, ministre des Finances, et de Florence Parly, secrétaire d’État au Budget où  il fut conseiller technique (chargé de l'agriculture, des affaires étrangères, de l'Europe, de l'aide publique au développement, des dotations internationales, de l'aménagement du territoire et de l'environnement). Puis, il est nommé responsable du bureau du financement du logement au ministère de l’Économie, des Finances et de l'Industrie (2002-2004).

#### Radio et télévision publiques françaises
De 2004 à 2009, il est directeur général délégué de Radio France sous la présidence de Jean-Paul Cluzel. À la suite de la démission de celui-ci en mai 2009, il devient directeur adjoint de l'Opéra de Paris.
De septembre 2010 à 2014, il est nommé directeur général délégué aux ressources et secrétaire général du Groupe France Télévisions, sous la présidence de Rémy Pflimlin.
En février 2014, il devient officiellement candidat à la présidence de Radio France et sera auditionné selon le nouveau mode de nomination définis par les lois relatives à l'indépendance de l'audiovisuel public. Cette procédure inédite de nomination par le CSA (Conseil supérieur de l’audiovisuel) aboutira au choix de Mathieu Gallet. Depuis ce mode de nomination par le CSA est remis en cause selon une commission d’enquête du Sénat sur les autorités administratives indépendantes.

#### Haute fonction publique
En mai 2014, il est nommé directeur de cabinet du ministère de la Culture et de Communication dirigé par Aurélie Filippetti puis sous Fleur Pellerin. Il démissionne de ses fonctions en novembre 2014.
En mars 2015, il est chargé d’une mission de coordination pour faire aboutir le projet de valorisation de l'hôtel de la Marine, en collaboration  avec le Centre des monuments nationaux.
En mai 2015, il est nommé directeur général de la DGMIC (Direction Générale des Médias et des Industries Culturelles), au sein du ministère de la Culture et de la Communication . La DGMIC définit, coordonne et évalue la politique de l’État en faveur du développement du pluralisme des médias, de l’industrie publicitaire, de l’ensemble des services de communication au public par voie électronique, de l’industrie phonographique, du livre et de la lecture et de l’économie culturelle.
Par décret du 14 octobre 2015 relative à sa fonction, il est désigné représentant de l'État de l'ensemble des conseils d’administration des médias audiovisuels  soit France Médias Monde (société nationale chargée de l'audiovisuel extérieur), Radio France, de l'AFP (Agence France Presse), de France Télévision  et de La Poste.

#### Opéra national de Paris
Lors du Conseil des ministres du 24 juillet 2019, Martin Ajdari est désigné directeur-adjoint à l'Opéra national de Paris à partir de 2020, nomination liée à celle d'Alexander Neef, successeur de Stéphane Lissner.

#### Arcom
Proposé comme président de l'Arcom par Emmanuel Macron le 28 novembre 2024, Martin Adjari a été nommé à cette fonction par la Commission des affaires culturelles le 18 décembre 2024. Il prend ses fonctions le 2 février 2025,.